# Radslavice u Přerova
Radslavice (deutsch Radslawitz, früher Ratzlawitz) ist eine Gemeinde in Tschechien. Sie liegt sechs Kilometer nordöstlich von Přerov und gehört zum Okres Přerov.

## Geographie
Radslavice befindet sich linksseitig der Bečva in der Mährischen Pforte. Das Dorf liegt am Fuße des zur Podbeskydská pahorkatina (Vorbeskidenhügelland) gehörigen Höhenzuges Záhoří. Durch Radslavice fließt der Bach Radslavický potok, der unterhalb des Dorfes in die Libuše mündet. Östlich erhebt sich der Přísahanec (333 m), im Südosten die Plazy (315 m).
Nachbarorte sind Podolší Mlýn, Haltýře, Hliníky und Osek nad Bečvou im Norden, Oldřichov und Sušice im Nordosten, Kladníky und Prusínky im Osten, Pavlovice u Přerova und Hradčany im Südosten, Podolí und Tučín im Süden, Kozlovice, Křiva, Michalov und Předmostí im Südwesten, Popovice und Lýsky im Westen sowie Grymov und Proseničky im Nordwesten.

## Geschichte
Archäologische Funde belegen, dass schon im 9. und 10. Jahrhundert auf dem Gebiet des heutigen Dorfes eine Siedlung bestand. Die erste schriftliche Erwähnung des Ortes erfolgte im Jahre 1269 im Zusammenhang mit Radslav von Radslavice, der in einer Urkunde Ottokars II. Přemysl für die Herren von Sternberg als Zeuge zeichnete. 1375 ist Jaroslav von Radslavice als Besitzer des Gutes nachweisbar.
Im darauffolgenden Jahr wurde Ješek Hromada von Sušice und Horka († 1408) als Besitzer von Sušice, Pavlovice, Radslavice, Prusínky und einem Teil von Tučín genannt. Er verkaufte Sušice und Radslavice 1392 an Markgraf Jobst von Mähren, der beide Güter noch im selben Jahre an das Olmützer Kapitel weiterveräußerte. 1465 verpfändete Georg von Podiebrad acht Kapiteldörfer, darunter Sušice und Radslavice an Ctibor von Cimburg. Zwischen 1494 und 1502 erteilte Dekan Konrad Althaym den Untertanen das Heimfallsprivileg (bona vacantia), das 1587 durch das Kapitel erneuert wurde. Ab 1609 war Georg von Würben und Freudenthal (Jiří Bruntálský z Vrbna) auf Helfštýn Besitzer von Sušice und Radslavice. Da er als Mitglied des mährischen Direktoriums auf Seiten der Aufständischen stand und 1619–1621 das Amt des Oberstlandrichters von Mähren bekleidete, wurden seine Güter nach der Schlacht am Weißen Berg 1622 konfisziert; Sušice und Radslavice gingen wieder an das Olmützer Kapitel zurück. Radslavice bestand im Jahre 1620 aus 53 Bauern- und Gärtnerstellen und war damit ein großes Dorf. Die während des Krieges verödeten 18 Anwesen wurden ab 1648 recht bald wiederbesiedelt. Zwischen 1784 und 1785 wurde in Radslavice eine Außenstelle der Pfarrschule Pavlovice eingerichtet. 1787 wurde im Zuge der Raabisation auf den Fluren des ehemaligen Herrenhofes das Dorf Grimsthal angelegt. Bis zur Mitte des 19. Jahrhunderts blieb Radslavice immer der dem Olmützer Kapitel gehörigen Herrschaft Tršice untertänig.
Nach der Aufhebung der Patrimonialherrschaften bildete Radslavice/Ratzlawitz ab 1850 eine Gemeinde in der Bezirkshauptmannschaft Kremsier. Seit 1880 gehört die Gemeinde zum Bezirk Prerau. 1881 entstand bei Grymov eine neue Brücke über die Bečva, die Radslavice mit der Zuckerfabrik in Malý Prosenice verband, und 1894 ein neues Schulhaus. 1890 erfolgte der Bau der Straße nach Tučín und im Jahr darauf wurde die Straßenverbindung von Malý Prosenice nach Pavlovice hergestellt. Die Freiwillige Feuerwehr bildete sich 1893. Zwischen 1899 und 1901 wurde der größte Teil der Fluren des Dorfes melioriert, ihren Abschluss fanden diese Arbeiten im Jahre 1920. Im Jahre 1901 bildete sich die Molkereigenossenschaft, in der sich Bauern aus Radslavice und den umliegenden Dörfern zum Bau einer Dampfmolkerei zusammengeschlossen hatten. 1902 erfolgte der Bau der Straße nach Přerov. Im nachfolgenden Jahre wurde die neue Bečvabrücke hergestellt. Zugleich erfolgten bis 1905 Regulierungsarbeiten an der Bečva. 1911 wurde in Radslavice ein Postamt eingerichtet. Die Elektrifizierung des Ortes wurde ebenfalls 1911 abgeschlossen. Die hölzerne Bečvabrücke musste im Winter 1929 von der Armee wegen eines Eisstaus beseitigt werden, an ihrer Stelle entstand 1930 eine neue Brücke aus Eisenbeton. 1932 erfolgte der Bau einer Kirche, die aus dem Ende des 18. Jahrhunderts stammende Kapelle des hl. Florian wurde 1938 abgebrochen. 1941 wurde der Friedhof geweiht. 1945 lebten in dem Dorf 910 Personen. Die Wehrmacht sprengte im Mai 1945 bei ihrem Rückzug die Eisenbetonbrücke über die Bečva. 1947 wurde der Radslavický potok reguliert. Nach der Abwanderung von etwa 180 Einwohnern in die Grenzgebiete hatte Radslavice im Jahre 1947 nur noch 750 Einwohner. 1974 bildeten Radslavice, Sušice, Grymov und Oldřichov einen gemeinsamen örtlichen Nationalausschuss mit Sitz in Radslavice; die formelle Eigenständigkeit der vier Dörfer blieb dabei noch erhalten. 1983 wurden sie zu einer Gemeinde Radslavice zusammengeschlossen. Nach der Samtenen Revolution lösten sich 1990 die Ortsteile Sušice, Grymov und Oldřichov wieder los und bildeten eigene Gemeinden. Seit 1997 verleiht die Gemeinde für besondere Verdienste um den Ort die František-Slaměník-Medaille. Ethnographisch gehört Radslavice zur Hanna.

## Gemeindegliederung
Für die Gemeinde Radslavice sind keine Ortsteile ausgewiesen.

## Partnergemeinden
- Proskau/Prószków, Polen
- Raslavice, Slowakei

## Sehenswürdigkeiten
- Filialkirche des hl. Josef, errichtet 1932
- Denkmal für die Gefallenen des Ersten Weltkrieges mit Büste von T.G. Masaryk, geschaffen 1922
- Gedenktafel am Geburtshaus von František Slaměník

## Persönlichkeiten

### Söhne und Töchter der Gemeinde
- František Slaměník (1845–1919), Lehrer und Direktor der Bürgerschule in Přerov und Gründer des dortigen Comenius-Museums; der Kindergarten in Radslavice trägt seinen Namen
- Antonín Kobliha (1851–1933), Geistlicher und erster tschechischer Dompfarrer in Olmütz
- Jindřich Zapletálek (1909–1946), Botaniker
- Alois Zapletálek (1910–1990), Schweißtechniker
- Alois Caletka (1916–1997), Typograph und Journalist
- Alois Knop (1917–2001), Bohemist und Übersetzer
- Svatopluk Matyáš (* 1929), Schauspieler
- Jiří Sehnal (* 1931), Musikwissenschaftler
- Josef Harna (1939–2015), Historiker

### Ehrenbürger
- 1911: Leopold Veselý (1859–1930), Lehrer, Mitbegründer der örtlichen Freiwilligen Feuerwehr, Molkereigenossenschaft und der Molkerei
- 26. Oktober 1918: František Staněk (1867–1936), Politiker (Českoslovanská strana agrární)
- 26. Oktober 1918: Alois Jirásek (1851–1930), Schriftsteller